# Eurasianismus

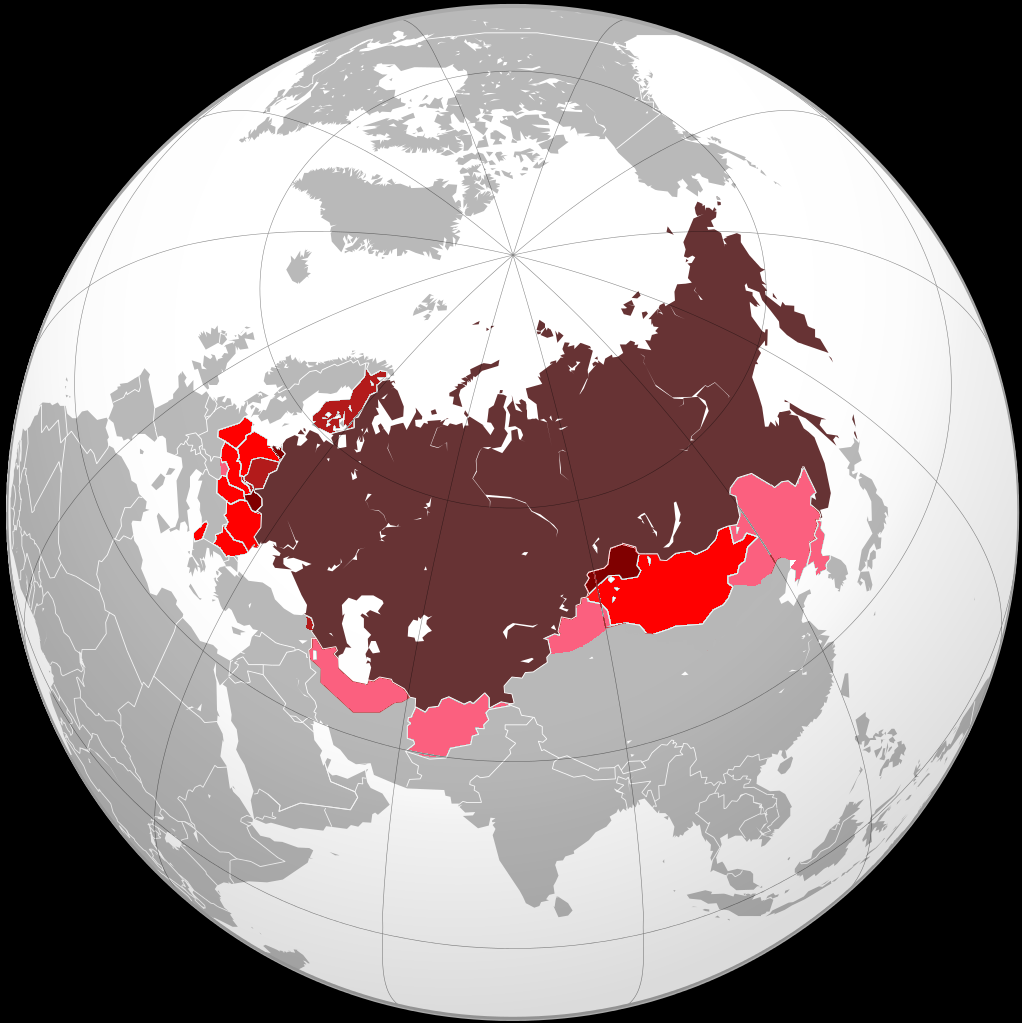
Euroasijský prostor

Eurasianismus či eurasijské hnutí (někdy euroasianismus či euroasijské hnutí) je politická ideologie, která termínem eurasijský prostor či Eurasie neoznačuje geografický pojem kontinentu Eurasie, ale geopolitický celek tvořený Ruskem a jeho sousedy.
Ideologie má kořeny v období Petra Velikého a uplatnění měla i v době Sovětského svazu. Významu nabyla od počátku 21. století v putinovském Rusku a jejím hlavním ideologem je Alexandr Dugin. Cílem mají být pokojně se rozvíjející eurasijské státy pod ochranou mocného Ruska, uchráněné od „dekadentního“ Západu. Na Západě je tato ideologie hodnocena jako extrémní projev ruského imperialismu.
Další dimenzí této politiky je eurasijská integrace jako termín pro sbližování Ruska a Číny.